# John Pasta
John R. Pasta (1918–1981) était un physicien américain et informaticien, notablement connu pour l'Expérience de Fermi-Pasta-Ulam, dont les résultats ont engendré de nombreux travaux dans les domaines des systèmes dynamiques en théorie du chaos. Il a occupé la direction du département d’informatique de l'Université de l'Illinois à Urbana-Champaign de 1964 à 1970.

## Début de carrière
Pasta est né à New York en 1918, il est l’aîné de quatre enfants et a grandi dans le Queens. Il a été scolarisé en établissement public et s'est intéressé très tôt à la physique , lorsqu'un de ses oncles lui a offert de vieux livres de physique de collège. Une fois diplômé de Townsend Harris High School, il entre au City College of New York en 1935 et en ressort trois ans plus tard. Une dépression l'oblige alors à changer de voie et à devenir estimateur de bien immobilier. En août 1941, il devient patrouilleur le New York City Police Department. En 1942, il entre dans l'US Army, et devient officier dans le Signal Corps. À cette occasion, il prend des cours en électronique, et plus particulièrement sur les radars à Harvard University et au MIT. Il se marie à Betty Ann Bentzen en mai 1943.
Durant la Seconde Guerre mondiale, Pasta a servi en Europe, principalement dans le service de cryptographie et de surveillance radar. Pour cela, il a été décoré de la Bronze Star et de la Fourragère belge. À la fin de son service en 1946, il profite du G.I. Bill pour finir ses études au City College la même année et entre ensuite à l'Université de New York où il étudie les mathématiques et la physique. Après son diplôme, il devient assistant chercheur au département de physique du Laboratoire national de Brookhaven, et termine sa thèse intitulée "Procédures limitantes en électrodynamique quantique" en 1951 sous la supervision de Hartland Snyder. Il devient ensuite membre de l'équipe du Laboratoire national de Los Alamos en août 1951.

## 1951–1963
Au Laboratoire national de Los Alamos, Pasta démarre ses travaux les plus connus.
Il travaille en 1952 avec Nicholas Metropolis sur l'ordinateur MANIAC I, qui fut dédié à de calcul sur la conception d'arme atomique.
Après ses travaux sur le MANIAC I, Pasta a ensuite travaillé sur le projet pour lequel il est le plus connu, l'Expérience de Fermi-Pasta-Ulam.
Après avoir travaillé aux côtés de Enrico Fermi et Stanislaw Ulam, Pasta part ensuite travaillé à la Commission de l'énergie atomique des États-Unis en tant qu'unique expert informatique, et il y développe la branche eventually developing the branch of mathematics and computers to an entire division.

## 1964–1984
En 1964, Pasta devint professeur de physique au département d'informatique de l'Université de l'Illinois à Urbana-Champaign, et en prend ensuite la tête. Il meurt en 1984.

## Sources
- K.K. Curtis et al., "John R. Pasta, 1918–1984," Annals of the History of Computing, Vol. 5, July 1983, p. 224–238. DOI 10.1109/MAHC.1983.10078
- Computer Networks: The Heralds of Resource Sharing, documentary c. 1972 about the ARPANET. Includes footage of John Pasta.